# Монблан (масив)
 Тази статия е за масива Монблан.  За други значения вижте Монблан (пояснение).  
Планинският масив Монблан (на френски Massif du Mont-Blanc; на италиански Massiccio del Monte Bianco) е най-високата част на Алпите и най-северната част на Грайските Алпи. В миналото е бил считан за отделна част на планината. Тук се издига едноименният връх – първенец на Западна Европа със своите 4810 м. Разполага се на границата между Франция и Италия, а най-северните му части попадат в Швейцария. Този внушителен вечно заснежен хребет (откъдето идва името му – бялата планина) има единадесет изявени върха над 4000 м и безброй ледници, от които осем са особено големи (с дължина над 3 км). Посоката на главното било е от югозапад на североизток, дължината – 40 км, а максималната ширина – 16 км.

## География

### Описание
Масивът Монблан се намира на върха на дъгата, която представляват Алпите. От тази част планината продължава на юг, към Средиземно море, и на изток, към виенския басейн. Той придава на главното било двойна денивелация, тоест то се спуска и в двете посоки. Започвайки от прохода Ла Сен, той завършва при друг проход – Фере. Представлява вододел между водосборните басейни на По и Рона, а по-конкретно – между Долината на Арв (на запад, във Франция) и тази на Дора Балтеа (на изток, в Италия). Той има собствена (относителна) височина средно 2000 м и поддържа средна надморска височина над 3000 м. Оформени са седем „снежни прохода“, които са проходими само за алпинисти със специална екипировка. Целият район има глациогенен релеф, тъй като през последната ледникова епоха e бил изцяло заледен. Долините са допълнително преудълбани и имат U-образна форма (т. нар. трогови долини), върховете са изключително стръмни карлинги, увенчани със скалисти зъбери. Огромни циркуси остават между хребетите. Именно в този район започва да се развива науката за ледниците (глациология).

### Върхове
Върхът Монблан остава в южната част, а на главното било се разполагат повечето четирихилядници. На изток и запад стърчат десетки други наименовани върхове, някои от които толкова остри, че местното население ги нарича „игли“ – (егюий, на френски: aigiulles). При сливането на границите между Франция, Италия и Швейцария се издига връх Мон Долан (3823 м). Единадесет върха са високи над 4000 м:
- Монблан (Mont Blanc) – 4810 м;
- Мон Моди (Mont Maudit) – 4465 м;
- Дом дю Гуте (Dôme du Goûter) – 4304 м;
- Монблан дю Такюл (Mont Blanc du Tacul) – 4248 м;
- Гранд Жорас (Grandes Jorasses) – 4208 м;
- Егюий Верт (Aiguille Verte) – 4122 м;
- Егюий Бланш дьо Пьотерей (Aiguille Blanche de Peuterey) – 4112 м;
- Егюий дьо Бионасе (Aiguille de Bionnassay) – 4053 м;
- Дом дьо Рошфор (Dôme de Rochefort) – 4015 м;
- Дан дю Жеан (Dent du Géant) – 4013 м;
- Ле Дроат (Les Droites) – 4000 м.

### Ледници
Учените различават около 70 отделни ледника, които покриват площ 170 кв. км. От тях 110 кв. км са във Франция, останалите в Италия и съвсем малко в Швейцария. Според данни от 70-те години на ХХ в. площта на ледниците е била 277 кв. км. През ХVІІ век ледниците са стигали до края на долините, разрушавайки селища и обработваеми земи, но оттогава непрекъснато се отдръпват. Днес този процес се развива със средна скорост от 4 м годишно. Най-голям в региона е Мер дьо Глас, образуван от четири ледени потока в подножието на Гранд Жорас. С дължината си от 12 км, дебелина 400 м и площ 33 кв. км той е вторият най-голям ледник в Алпите и Западна Европа. От източната страна 10-километровият ледник Миадже е най-голям в Италия и втори в масива на Монблан. Следват Аржантиер (9 км), Салейна (6 км) и Триент (4 км). Топенето през последните векове създава опасности, които водят до неочаквани жертви. През 1892 г. 200 000 куб. метра вода, събрала се в един от малките ледници, се излива внезапно към село Сен Жерве и убива 175 души.

### Климат
Монблан се намира на границата на две климатични зони и хребетът сам по себе си служи за климатична бариера. Климатът в региона е студен и влажен и много зависи от надморската височина. В най-ниските части на долините (600 м) температурите през лятото редовно преминават 25°, докато по високите части едва надхвърлят 0°. Най-голямото количество сняг пада между ноември и април и все още е достатъчно, за да подхранва ледниците. По върховете сняг вали и в най-топлите летни месеци. Валежите са разпределени равномерно през годината, но също се различават според височината. Шамони (на около 1000 м н.в.) има средна годишна сума 1000 мм, докато на билото валежите надхвърлят 3000 мм.

### Природа
В района се забелязва голямо биоразнообразие, което се дължи на различните височини и хабитатите в тях. Няма ендемични видове, но много са тези, които са редки или защитени. Развиват се няколко височинни природни пояса – иглолистни гори, високопланински ливади и скалисти и моренни полета, върху които виреят само мъхове и лишеи. Растителността е представена от над хиляда вида, които виреят до 3800 м височина (алпийската хризантема). Тъкмо тези растения от нивото на снежната граница представляват най-голям интерес и са изследвани още в началото на ХІХ век от учени като Александър фон Хумболт. В средата на века местният биолог Венанс Пайо публикува подробно изследване върху този тип растения и дава първите сведения за тъмнолистната пясъчница, черния емпетрум, алпийския тифолиум и други. Над селото Курмайор от италианска страна е създадена най-високата в Европа ботаническа градина Сосуреа Алпина (на 2173 м), в която се отглеждат 800 вида цветя и треви от региона.
Тук живеят и различни видове планински бозайници – обикновени диви кози, алпийски козирози (ибекс), сърни, зайци, мармоти. Успешно е възстановена популацията на европейския рис. Осемдесет вида са и птиците, чието разнообразие е най-голямо в прохода Фере. Това включва косове, врани, орли, мишелови, ястреби, керкенези и др.

## История
В древността районът е населен с келти, а през І век от н. е. попада под римска власт. През Средновековието е част от Савойското херцогство, а през 1860 г. Франция получава западната страна на масива и той става гранична зона.
Интересът към Монбланския масив се заражда от западната страна, тъй като през 1741 г. англичаните Уилям Уиндън и Ричард Покок посещават долината на Шамони и остават дълбоко впечатлени. Описват преживяването си в книга, която получава голяма популярност. През 1760 г. роденият в Женева Орас Бенедикт дьо Сосюр призовава за изследване на „ледниците над Шамони“. Той се качва на връх Бреван на отсрещния рид и вижда Монблан. Толкова е възхитен от върха, че обявява парична награда за този, който го покори пръв. Това се случва през 1786 г. и е дело на двама местни любители – Жак Балма и д-р Мишел Пакар. Така долината на Шамони се отваря към света и тук идват все повече любопитни, някои от които доста известни: Гьоте, Пърси Биш Шели, Шатобриан, Виктор Юго, Ференц Лист и Луи Пастьор. След 1860 г. Наполеон ІІІ става първият владетел на Франция, който посещава масива. Тук през 1924 г. се провеждат Първите зимни олимпийски игри.
Междувременно започват и нещастните случаи. През 1820 г. падат първите жертви на желанието да се катери Монблан. През 1895 г. италианският планински водач Емил Рей загива по склоновете на Дан дю Жеан. От 1946 г. няколко самолетни катастрофи се случват по върховете на масива и стотици намират смъртта си. Други 12 са убити от голямата лавина, зарупала село Монрок – най-тежкият инцидент от този вид в долината на Шамони.

## Туризъм
Масивът на Монблан е достъпен от три страни. Най-популярната посока е откъм Франция по магистрала до Шамони. По-голямо е разстоянието от Италия – от Торино през Аоста до Курмайор, докато от швейцарска страна изходен пункт е град Мартини. Всички селища в района са се превърнали в курорти, които предлагат хотелски услуги от различно качество, но начело стои Шамони.
В наши дни районът на Монблан привлича по 6 милиона туристи годишно и е сред най-популярните дестинации във Франция. Много по-слабо туризмът е развит от страна на Италия и Швейцария. Освен зимните спортове, тук се практикува алпинизъм и скално катерене, планинско колоездене, парапланеризъм, голф, тенис, както и пешеходни разходки. Най-важната атракция е кабинковият лифт до високия 3482 м връх Егюий дю Миди. Там е изградена панорамна площадка, от която през т. нар. Бяла долина се вижда директно Монблан. Това е най-дългият почти вертикален лифт в света и 500 хиляди души го ползват ежегодно. Други лифтове отвеждат до Италия. От нейна страна също е построен лифт към Монблан (нарича се Скайуей Монте Бланко и струва над 100 млн. евро); малко повече от 100 000 туристи посещават Курмайор, за да го използват.